# Lepre Marzolina
La Lepre Marzolina, nell'originale inglese March Hare (chiamata in inglese Haigha nel sequel e Fortunello nella traduzione italiana) è un personaggio fittizio creato da Lewis Carroll nel romanzo Alice nel Paese delle Meraviglie, che appare anche, in un ruolo minore, nel successivo Attraverso lo Specchio e quel che Alice vi trovò (1871).

## Il personaggio
La Lepre Marzolina è descritta come una lepre della quale non viene specificato sesso né colore. Il suo nome deriva dal modo dire anglofono to be mad as a march hare, ossia essere matto come una lepre marzolina, molto diffuso ai tempi di Carroll: appariva già nella raccolta di proverbi di John Heywood pubblicata nel 1546. Il detto si basa sulla credenza popolare secondo cui nel mese di marzo le lepri si comporterebbero in maniera imprevedibile: in effetti, nota Martin Gardner, durante il periodo di accoppiamento (tardo inverno/inizio primavera), le lepri femmine tendono ad allontanarsi dai maschi indesiderati scalciandoli violentemente via o compiendo balzi molto lunghi.
Il personaggio è strettamente legato al Cappellaio Matto, col quale condivide l'origine proverbiale del nome; i due personaggi simboleggiano l'inversione della tendenza degli adulti a seguire il tempo, incarnata invece dal Bianconiglio. Sono gli unici due personaggi che compaiono in entrambi i libri di Alice.

### Traduzione del nome
La traduzione del nome originale del personaggio presenta alcune difficoltà nell'adattamento italiano: mentre l'inglese hare è, come tutti i nomi comuni di animale in inglese, di genere neutro, mentre il corrispettivo italiano lepre è femminile. Nelle traduzioni italiane si è spesso scelto di adottare per il personaggio aggettivi ed epiteti femminili; questo non è stato tuttavia possibile nelle edizioni illustrate e negli adattamenti audiovisivi nei quali il personaggio è spiccatamente ritratto come un maschio.
Nel doppiaggio italiano del film di Walt Disney Alice nel Paese delle Meraviglie del 1951 il personaggio viene chiamato Leprotto Bisestile, che diventa Leprotto Marzolino nell'edizione italiana del film di Tim Burton Alice in Wonderland.

## Nei libri

### InAlice nel Paese delle Meraviglie
Alice viene indirizzata verso la Lepre Marzolina e il Cappellaio Matto dal Gatto del Cheshire, il quale l'ha anche messa in guardia dalla follia di entrambi i personaggi; la bambina sceglie di recarsi dalla prima, poiché ipotizza
"La lepre marzolina sarà senz'altro la più interessante, e forse essendo maggio non sarà così pazza: almeno non come quando era marzo."
Giunta alla casa della Lepre Marzolina, tuttavia, la trova impegnata in un folle tea party col Cappellaio e col Ghiro, suoi vicini di casa; poiché il Cappellaio si è reso colpevole di aver "ammazzato il tempo", il Tempo si è vendicato bloccando entrambi in un tempo immoto, all'ora del tè di un giorno di marzo; di conseguenza, anche la Lepre Marzolina è pazza. Il ricevimento in cui i tre tentano di coinvolgere Alice si rivelerà talmente fuori di testa che la bambina scapperà a gambe levate.

### InAttraverso lo specchio
La Lepre Marzolina appare brevemente anche nel secondo libro, dove viene chiamato Haigah, ed è un servitore della corte reale. Alice lo incontra, insieme ad Hattah (il Cappellaio Matto), quando si reca insieme al Re Bianco a osservare la lotta tra il Leone e l'Unicorno; qui i due non mancheranno di rivolgere ad Alice domande trabocchetto ed enigmi fuori di testa.
Bisogna notare che nel testo non c'è alcun elemento che colleghi Hattha e Haigah al Cappellaio e alla Lepre, a parte l'assonanza del nome del primo con la parola inglese hatter (cappellaio); fu Lewis Carroll a chiedere a sir John Tenniel di dare ai due servitori le sembianze dei personaggi del libro precedente.

## In altri media
- Nel film d'animazione Disney Alice nel Paese delle Meraviglie viene proposta la scena del tea party; il Cappellaio e la Lepre (qui chiamata Leprotto Bisestile) spiegano ad Alice la storia del non-compleanno, narrata da Humpty Dumpty nel secondo libro.

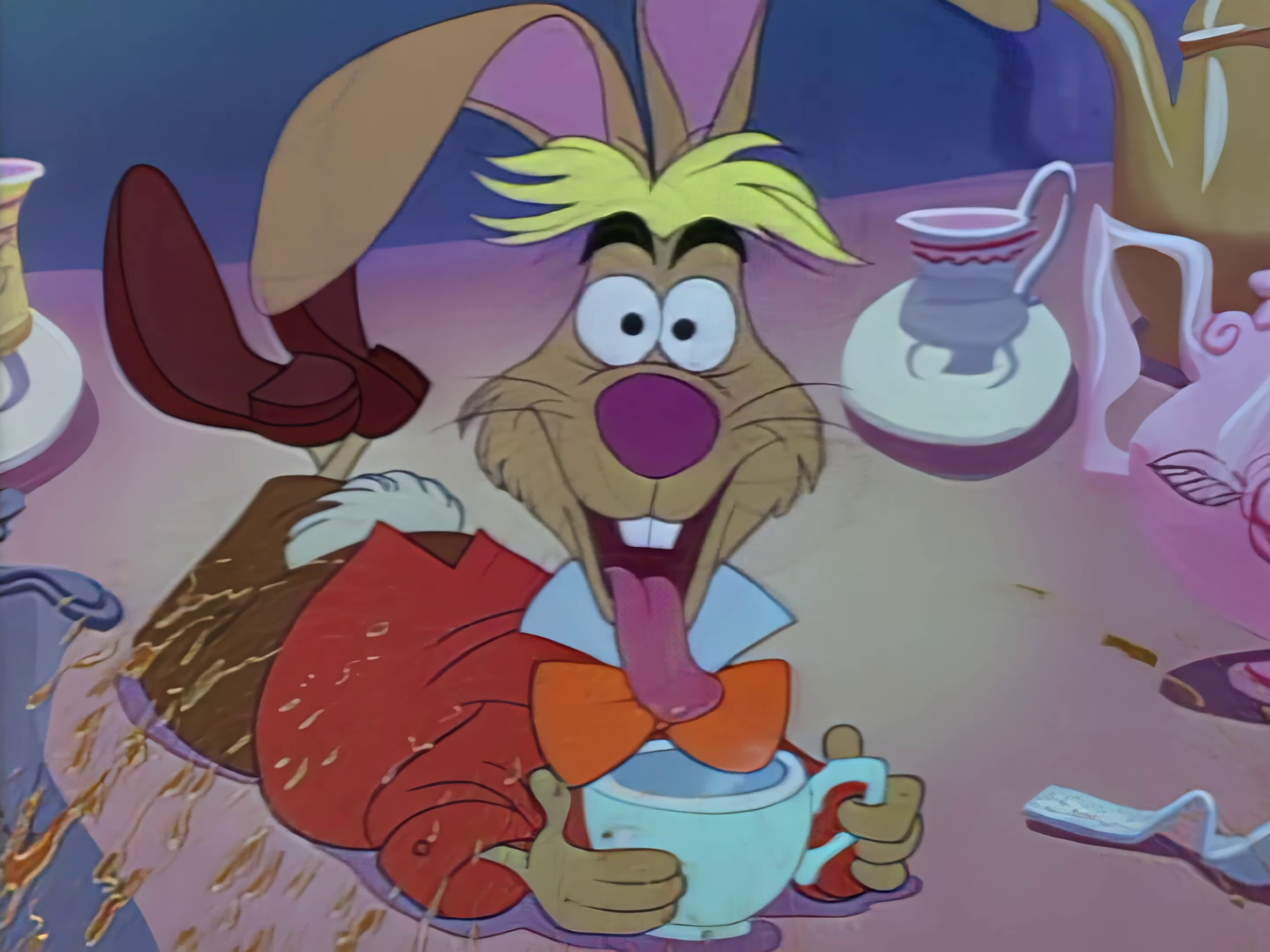
Il leprotto bisestile nella versione Disney

- Nel videogioco American McGee's Alice e nel sequel Alice: Madness Returns appare una versione cyborg del personaggio.
- In Alice in Wonderland e nel seguito Alice attraverso lo specchio appare col nome di Leprotto Marzolino.
- OAV Code Geass - Hangyaku no Lelouch - Nunnally in Wonderland, interpretata da Kallen Kozuki.